# Jiří Korn
Jiří Korn (ur. 17 maja 1949 w Pradze) – czeski muzyk, piosenkarz popowy, gitarzysta, basista, tancerz, prezenter i aktor.

## Życiorys
W latach 1958–1964 członek i solista chóru dziecięcego, który prowadził Bohumil Kulínský st. (ur. 25 sierpnia 1910 Petřvald, okres Karviná, zm. 11 kwietnia 1988 w Pradze). W 1971 z pieśnią „Yvetta” wygrał konkurs Intertalent. Wielkie sukcesy osiągnął w byłej NRD.
W 1976 zdobył Grand Prix de la Chanson w Paryżu i dwa lata później wygrał festiwal OIRT w Tampere (Finlandia). Festiwal w Tampere wygrał przewagą jedynie kilku głosów z Anną Jantar, która wówczas brała udział w konkursie z piosenką „Tylko mnie poproś do tańca”.
Współpracował z zespołem Olympic (1971–1973), potem zwłaszcza z orkiestrami Václava Hybša i Gustava Broma.
Wiele jego pieśni uzyskało wielką popularność – „Když Lola pila pátý drink” (1972), „Yvetta” (1972), „Zpívat jako déšť” (1979), „Radost až do rána” (1981), „Každá trampota má svou mez” (1981), „Windsurfing” (1981) czy „Miss Moskva” (1989). Zwrócił także na siebie uwagę w wieczorowym programie scenicznym Zpívat jako déšť (1977).
Do jego sukcesów zagranicznych należy rola główna w musicalu amerykańskim Hans Christian Andersen (1986) z muzyką Franka Loessera. Grał też w musicalach w Czechach, w tym Les Misérables (1993) w Teatrze na Vinohradach, Hrabia Monte Christo (2000), Golem (2006), Carmen (2008) i Jesus Christ Superstar (2010).
Obecnie gra w filmach i telewizji oraz bierze udział w zawodach bowlingowych.

## Życie prywatne
Ma siostrę, aktorkę Yvettę Kornovą. Był żonaty z Haną Buštíkovą, członkiem muzycznego duetu Kamélie. Później ożenił się z aktorką Kateřiną Kornovą, jednak doszło do rozwodu. Ma syna i córkę z drugiego małżeństwa. W październiku 2017 ożenił się z Renatą Cieslerovą, którą poznał podczas gry w golfa.

## Dyskografia
- 1972 Jiří Korn LP 01 – Supraphon
- 1974 Jiří Korn – Amiga
- 1978 Jiří Korn LP 02 – Supraphon
- 1978 Radost až do rána/Balón – Supraphon 43 2229, SP
- 1979 Zpívat jako déšť – Supraphon
- 1980 Singing And Dancing
- 1980 Gentleman – Supraphon
- 1982 Hej...(poslouchej) – Supraphon
- 1984 24 Stop – Supraphon
- 1984 Magic jet (pozměněná anglická verze alba 24 Stop) – Supraphon
- 1986 Trénink – Supraphon
- 1989 Switch Off Before Leaving (anglická verze LP Před odchodem vypni proud) – Supraphon
- 1989 Před odchodem vypni proud – Supraphon
- 1992 O5 (Opět) – Monitor
- 1993 Pastel Songs – Frydrych Music
- 1995 Duny – Happy Music Production
- 1996 To je šoubyznys – Helena Vondráčková a Jiří Korn
- 2001 Největší hity- Sony Music Bonton
- 2002 Tep – Sony Music Bonton
- 2005 Robinson – Areca Music (edice Portréty českých hvězd)
- 2007 Těch pár dnů – Helena Vondráčková a Jiří Korn – (CD aj DVD)
- 2008 Zlatá kolekce – Supraphon
- 2009 Muzikál a Film – EMI Czech Republic

### Rebels
- 1967 Šípková Růženka – Supraphon
- 1996 Rebels Komplet – Bonton
- 1999 Rebels – Black Point
- 2003 Rebels Live – Black Point

### Olympic
- 1973 Olympic 4 – Supraphon

### 4TET
- 2004 4TET 1st – Areca Multimedia, od roku 2008: Akord Shop
- 2005 4TET 2nd – Areca Multimedia, od roku 2008: Akord Shop
- 2008 4TET 3rd – Akord Shop
- 2016 4TET 4rd – Akord Shop

## Filmografia
- 2 młode wina (2Bobule) (2009)
- Bathory (2008)
- Kvaška (2006)
- Brak (2002)
- Báječná show (2002)
- Anioł uwodzi diabła (Anděl svádí ďábla) (1988)
- Anielska diablica (Anděl s ďáblem v těle) (1984)
- Trhák (1980)
- Sólo pro starou dámu (1978)
- Honza málem králem (1977)

## Role telewizyjne
- serial Letiště (2006)
- film Trampoty vodníka Jakoubka (2005)
- film Dracula (1996)
- film Zpěváci na kraji nemocnice (1987)
- serial Možná přijde i kouzelník (1982)
- film Štědrý den bratří Mánesů (1981)